# Staatskanzlei
Eine Staatskanzlei ist im Verwaltungsrecht der deutschsprachigen Staaten die Behörde, die administrative und Stabsfunktionen für den Regierungschef oder das Staatsoberhaupt wahrnimmt.

## Deutschland

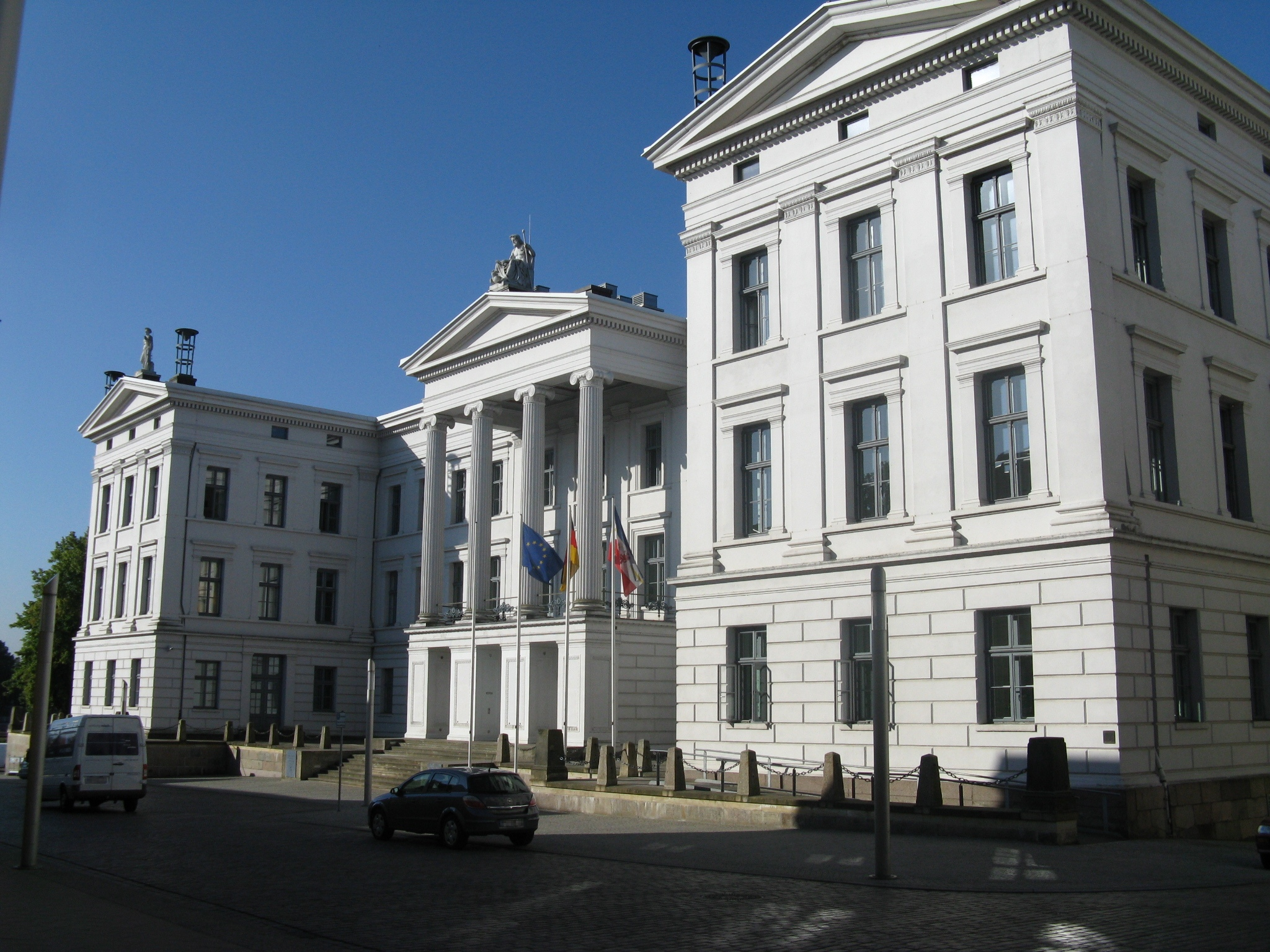
Staatskanzlei des Landes Mecklenburg-Vorpommern in Schwerin

In den meisten Ländern Deutschlands ist die Staatskanzlei (auch Senatskanzlei oder Staatsministerium) Amtssitz des Ministerpräsidenten. Die Beamten und Angestellten der Staatskanzlei unterstützen den Ministerpräsidenten bei der Ausübung seiner Amtsgeschäfte. Die Staatskanzlei hat den Status einer obersten Landesbehörde. Der Amtschef der Staatskanzlei wird zumeist Chef der Staatskanzlei (CdS) genannt.
Zentrale Aufgaben sind die umfassende Unterrichtung, die Aufbereitung von Problemen, die Vorbereitung von Entscheidungen für den jeweiligen Regierungschef, die Durchsetzung der Richtlinienkompetenz des Regierungschefs sowie Planung, Koordinierung, Steuerung und Kontrolle der Regierungsarbeit. In das Aufgabengebiet der Behörde fallen auch die Vorbereitung der Entscheidungen über die Verleihung von Orden und Staatspreisen, die Organisation von Protokollangelegenheiten sowie die Presse- und Öffentlichkeitsarbeit.
In den deutschen Stadtstaaten (siehe Berlin, Bremen und Hamburg) entspricht die Senatskanzlei der Staatskanzlei; Baden-Württemberg verwendet den Begriff Staatsministerium.

### Staatskanzleien der deutschen Länder
- Staatsministerium Baden-Württemberg
- Bayerische Staatskanzlei
- Senatskanzlei (Berlin)
- Brandenburgische Staatskanzlei
- Senatskanzlei (Bremen)
- Senatskanzlei (Hamburg)
- Hessische Staatskanzlei
- Staatskanzlei des Landes Mecklenburg-Vorpommern
- Niedersächsische Staatskanzlei
- Staatskanzlei Nordrhein-Westfalen
- Staatskanzlei Rheinland-Pfalz
- Saarländische Staatskanzlei
- Staatskanzlei Sachsen-Anhalt
- Sächsische Staatskanzlei
- Staatskanzlei des Landes Schleswig-Holstein
- Thüringer Staatskanzlei

## Schweiz
In den Schweizer Kantonen ist die Staatskanzlei (französisch Chancellerie d’Etat, italienisch Cancelleria dello Stato, rätoromanisch Chanzlia chantunala) die zentrale Stabsstelle der Kantonsregierung. Im Kanton Appenzell Ausserrhoden wird sie Kantonskanzlei genannt, im Kanton Appenzell Innerrhoden Ratskanzlei, im Kanton Basel-Landschaft Landeskanzlei und in den Kantonen Graubünden sowie Uri Standeskanzlei. Ihr Leiter wird als Staatsschreiber (französisch chancelier d’Etat, italienisch cancelliere dello Stato, rätoromanisch chancelier) bezeichnet; in den Kantonen Appenzell Ausserrhoden, Appenzell Innerrhoden und Glarus heißt er Ratsschreiber, in den Kantonen Basel-Landschaft, Nidwalden und Obwalden Landschreiber, in den Kantonen Graubünden sowie Uri Kanzleidirektor und im Kanton St. Gallen Staatssekretär. Er nimmt in der Regel ohne Stimmrecht an den Beratungen der Regierung teil.
Die Staatskanzleien sind insbesondere auch zuständig für die Organisation von Wahlen und Volksabstimmungen. Früher waren sie auch zuständig für das Sekretariat des Kantonsparlaments. Heute (Stand 1. Januar 2021) ist das nur noch in fünf kleineren Kantonen der Fall. In zehn Kantonen sind die Parlamentsdienste den Staatskanzleien noch administrativ untergeordnet, unterstehen aber fachlich dem Parlament. In weiteren elf Kantonen sind die Parlamentsdienste getrennt von der Staatskanzlei und unterstehen allein dem Parlament.

## Österreich
Im kaiserlichen Österreich war die Hofkanzlei das Kabinett des Kaisers. Ab Joseph I. gab es zwei österreichische Hofkanzleien: die des Hofes und Staates, und eine zweite, die die „provincialia et iudicialia“ besorgte, und als Vorläufer des Innen- und des Justizministeriums gesehen werden kann. Unter Kaiser Karl VI. wurde sie 1720 restrukturiert und zog 1721 als Geheime Hof- und Staatskanzlei in das Gebäude, das auf dem Meierhof des Hofspitals direkt an der mächtigen Stadtbefestigung von Johann Lukas von Hildebrandt errichtet wurde, das heutige Haus Ballhausplatz 2.
Von 1742 bis 1848 war diese [Haus-,] Hof- und Staatskanzlei  die oberste, dem Monarchen unmittelbar „zuarbeitende“ Regierungsstelle. Mit Haus war das Haus Habsburg, meist Haus Österreich genannt, gemeint; der Hof bezeichnete den Monarchen, seine Familie und seinen Hofstaat und die Regierung, Staat die Gesamtmonarchie.
Offizielle Bezeichnung war ab 1743 unter Maria Theresia Kaiserliche Königliche geheime Hof- und Staats-Canzley der auswärtigen Geschäfte. Die innenpolitischen Angelegenheiten gingen an das directorium in publicis et cameralibus, die judikativen an die Oberste Justizstelle. Per 1. April 1757 wurden die  ursprünglich spanischen Behörden (Consejos) Consejo Supremo de Italia (zuständig für Mailand und Mantua) und Consejo de Flandes (für die Österreichischen Niederlande) als Niederländisches  bzw. Italienisches Departement in die Staatskanzlei eingegliedert. Der Name war nun K.K. geheime Hof- und Staats-Canzley der auswärtigen, Niederländischen und Italiänischen Geschäfte.
1793 wurden diese Departements in zwei eigene Hofkanzleien ausgelagert, die Staatskanzlei bekam ihren ursprünglichen Namen.
1811–1820 war die Bezeichnung K.K. geheime Haus-, Hof- und Staatskanzlei für die auswärtigen Geschäfte, weil sie nach 1804 nun auch das habsburgische Kaisertum in persona vertrat. Ab 1821 hieß sie K.K. geheime Haus-, Hof- und Staatskanzlei. Die Behörde wurde mit 1848 in k. k., ab 1867 in K.u.k. Ministerium des kaiserlichen und königlichen Hauses und des Äußern umbenannt und bestand bis November 1918.
Insbesondere leitete die Haus-, Hof- und Staatskanzlei die Diplomatie und Außenpolitik der Habsburgermonarchie, und kann als Vorläufer des Österreichischen Außenministeriums wie auch des Bundeskanzleramts gesehen werden. „Ballhausplatz“ ist in Österreich bis heute die Bezeichnung für das politische Machtzentrum der Republik.
Insgesamt hatte die Behörde in ihrer Geschichte ab Karl VI. sieben Vorsteher.
Prominentester dieser Staatskanzler war Fürst Metternich, den 1848 die Revolution im Kaisertum Österreich zu Rücktritt und Flucht veranlasste.
Im republikanischen Österreich waren Staatskanzler und Staatskanzlei 1918–1920 und 1945 Bezeichnungen im noch mit provisorischer Verfassung tätigen Staat, die in der Folge durch Bundeskanzler bzw. Bundeskanzleramt ersetzt wurden. Staatskanzler war beide Male Karl Renner.

## Entsprechende Behörden auf Bundesebene
- Bundeskanzleramt (Deutschland)
- Schweizerische Bundeskanzlei
- Bundeskanzleramt (Österreich)